# Australian Capital Territory
Das Australian Capital Territory (ACT, deutsch Australisches Hauptstadtterritorium) ist ein australisches Territorium, in dem die Hauptstadt Canberra liegt.
Das ACT ist eine 2358 km² große Enklave im ostaustralischen Bundesstaat New South Wales.

## Selbstverwaltung
Das ACT hat eine eigene Regierung, besitzt aber nicht die volle Eigenständigkeit der australischen Bundesstaaten. Das Gebiet wird von einem Ministerrat regiert. Der Chief Minister wird seit 2001 von der Australian Labor Party gestellt. Gesetze werden durch ein 25-köpfiges Parlament, die Australian Capital Territory Legislative Assembly, verabschiedet, das grundsätzlich für alle Zuständigkeitsbereiche der Gliedstaaten zuständig ist, aber auch auf der kommunalen Ebene befugt ist. Jedoch können Beschlüsse des ACT durch Bundesrecht aufgehoben werden. Die britische Krone wird anders als in anderen australischen Territorien wie z. B. auf der Norfolkinsel, der Weihnachtsinsel oder den Kokosinseln vom australischen Generalgouverneur vertreten. Das ACT ist mit jeweils zwei Mitgliedern im Senat und im Repräsentantenhaus vertreten (Wahlkreise Fraser und Canberra). Der Abgeordnete von Fraser und die Senatoren vertreten auch die Bevölkerung des Jervis Bay Territory. Die offiziellen Symbole des Territoriums sind die Pflanze Royal Bluebell (Wahlenbergia gloriosa) und der Helmkakadu.

## Geschichte

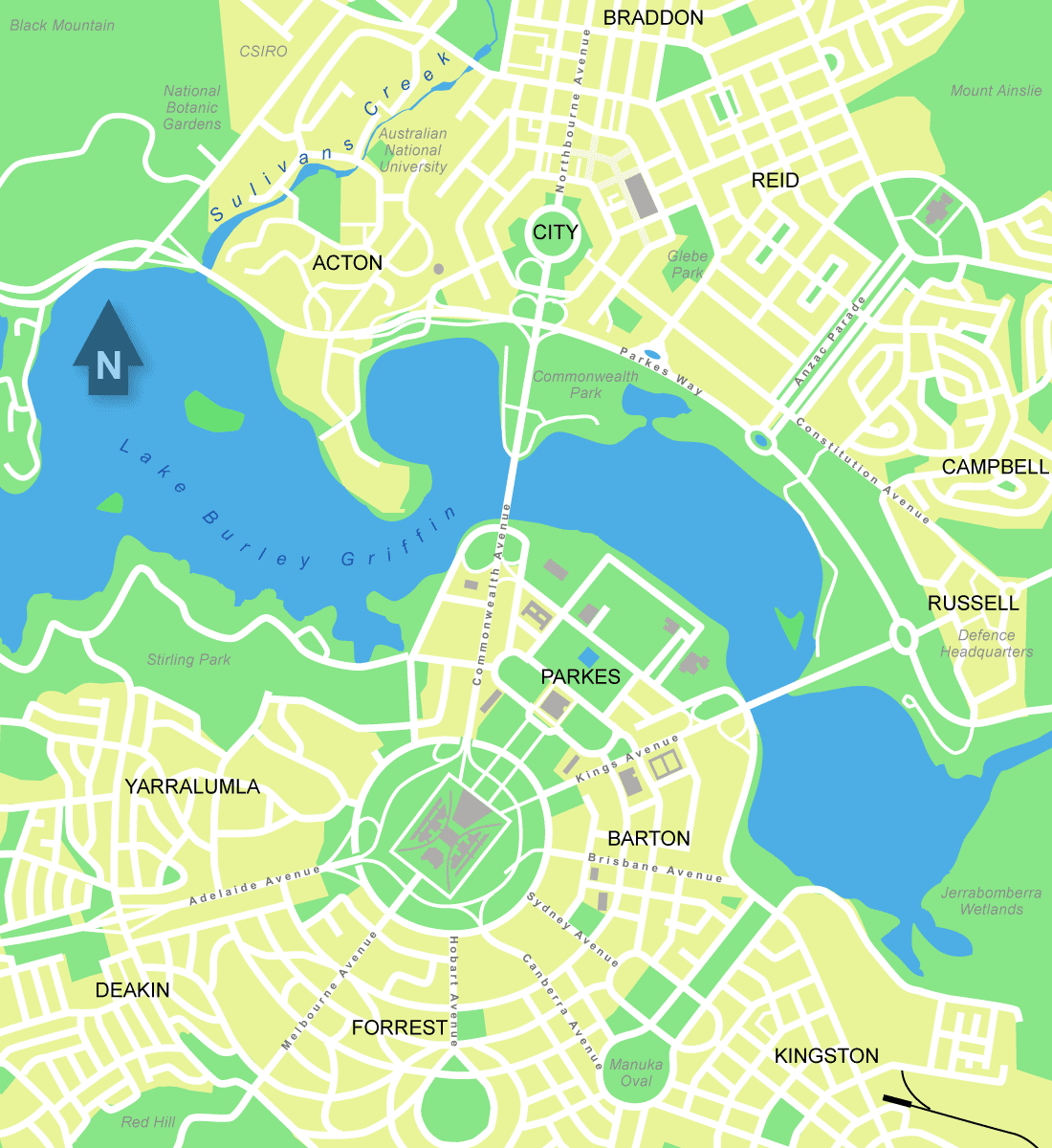
Stadtplan der Innenstadt Canberras

Vor der in den 1820er Jahren begonnenen europäischen Besiedlung war das Gebiet des heutigen ACT von drei Aborigine-Stämmen bewohnt, den Ngunnawal, den Walgalu und den Ngarigo. Ab 1824 entwickelten sich nach und nach Ansiedlungen, Farmen und schließlich kleine Ortschaften. Eine Farm mit besonderer historischer Bedeutung war Lambrigg in der Nähe von Tharwa; hier züchtete William Farrer eine gegen Rostpilze resistente Weizensorte, die dem Weizenanbau in Australien zum Durchbruch verhalf.
Während der Verhandlungen über die Verfassung des Australischen Bundes (Commonwealth of Australia) wollten die beiden größten Städte Melbourne und Sydney Hauptstadt des neu gegründeten Staates werden. Ein Kompromiss sah schließlich vor, die neue Hauptstadt zwischen beiden Städten zu errichten. Die Verfassung sah vor, die Stadt auf dem Gebiet von New South Wales, aber mindestens 100 Meilen von Sydney entfernt zu bauen. Melbourne wurde bis zur Findung eines passenden Ortes temporäre Hauptstadt Australiens.

Ausbreitung der Buschfeuer im Januar 2003

Im Jahr 1908 fiel die Wahl auf den heutigen Standort. 1909 trat New South Wales das vorgesehene Land an die Bundesregierung ab und 1910 schuf das Parlament die gesetzlichen Grundlagen für die Bildung des Territoriums. Dieses hieß zu Beginn Federal Capital Territory und erhielt 1938 seinen heutigen Namen. Innenminister King O’Malley setzte im Territorium ein Alkoholverbot durch, das bis 1928 gültig war.
Im April 1911 schrieb O’Malley einen internationalen Designwettbewerb für die neue Hauptstadt aus, den der US-amerikanische Architekt Walter Burley Griffin gewann. Nachdem am 20. Februar 1913 die Vermessungsarbeiten begonnen hatten, taufte die Ehefrau des Generalgouverneurs am 12. März 1913 die zukünftige Stadt auf den Namen Canberra. Im Jahr 1915 wurde das an der Küste gelegene Jervis Bay Territory erworben, damit die Hauptstadt einen Zugang zur See erhielt.
Die Bundesregierung zog mit der offiziellen Eröffnung des provisorischen Parlamentsgebäudes (Old Parliament House) am 9. Mai 1927 nach Canberra, das von diesem Tag an neue Hauptstadt Australiens war. Nach und nach zog auch die übrige Bundesverwaltung in das ACT um. Eine der ersten Amtshandlungen des neuen Parlaments war die Aufhebung der Prohibitionsgesetze.
Im Jahr 1988 erhielt das Territorium das Recht zur Selbstverwaltung, obwohl dies zehn Jahre zuvor in einer Abstimmung mit 63 % abgelehnt worden war.
Die Buschfeuer im Januar 2003 richteten in der Stadt und in den westlich davon gelegenen ländlichen Gebieten des ACT großen Sachschaden an; über 500 Gebäude wurden zerstört.

## Sehenswürdigkeiten

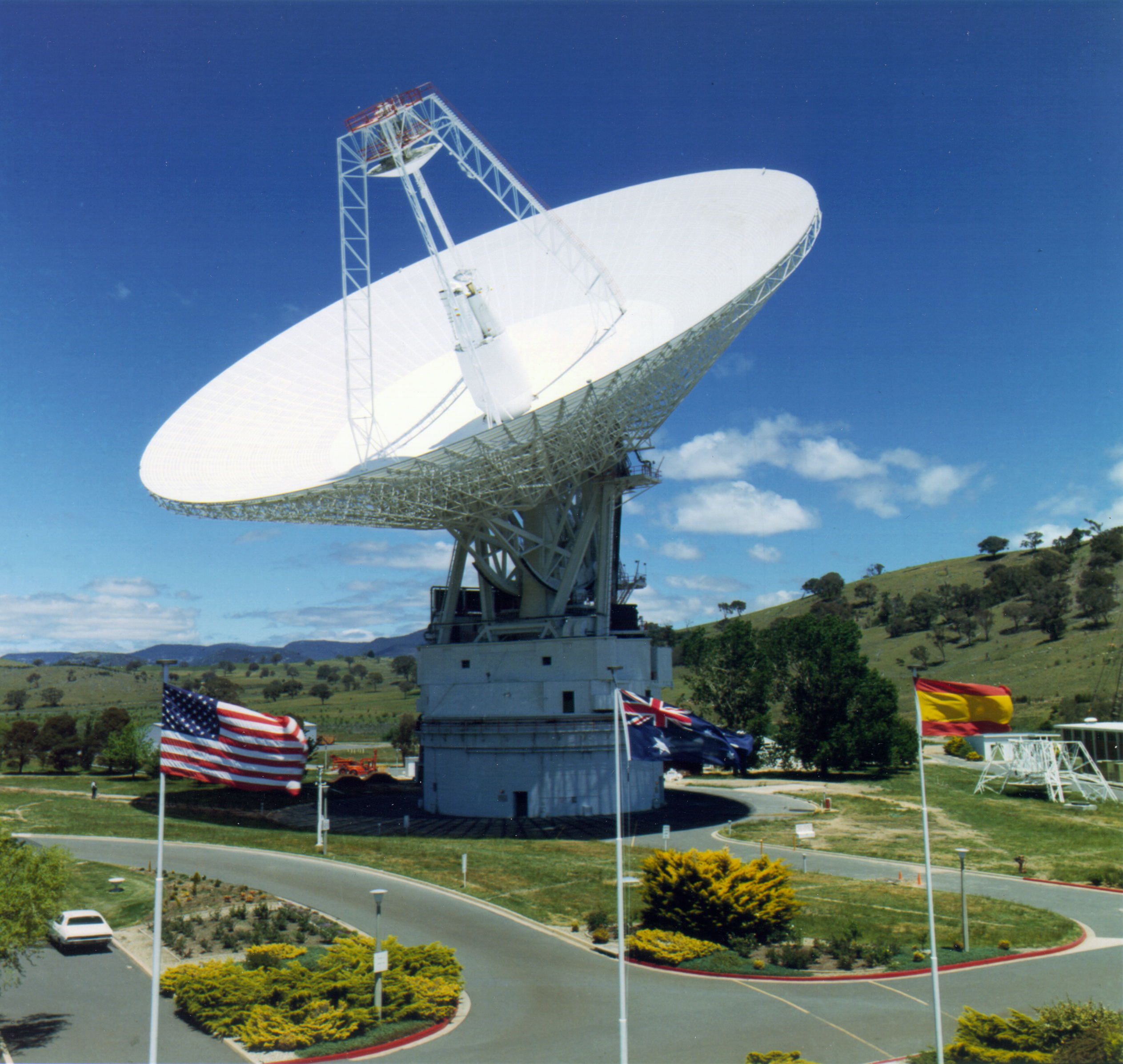
Canberra Deep Space Communication Complex

Außerhalb der Stadt Canberra gibt es im ACT weitläufige Landwirtschaftsflächen, die vor allem für die Schafzucht und die Milchwirtschaft verwendet werden; auch einige Weinberge sind vorhanden. Große Teile außerhalb Canberras nehmen der bergige und mit viel Wald bedeckte Namadgi-Nationalpark und das Tidbinbilla-Naturreservat ein. Der höchstgelegene Punkt ist der Gipfel des Mount Bimberi mit einer Höhe von 1912 Metern.
Ortschaften innerhalb des Territoriums sind Williamsdale, Naas, Tharwa und Hall. Unmittelbar an der Grenze zum Tidbinbilla-Naturpark befindet sich der Canberra Deep Space Communication Complex (CDSCC), Teil des weltweiten Deep Space Network der NASA.

## Universitäten
- Australian National University (ANU), Canberra
- University of Canberra (UC), Canberra
- Australian Catholic University (ACU), Signadou Campus, Canberra
- Charles Sturt University, Canberra Campus, Canberra
- Australian Defence Force Academy (ADFA), Canberra